# 280ª Squadriglia
La 280ª Squadriglia fu un reparto attivo nel Corpo Aeronautico del Regio Esercito (Prima guerra mondiale).

## Storia

### Prima guerra mondiale
Nel luglio 1917 alla 8ª Sezione FBA di Milazzo al comando del Capitano Emilio Moltoni che dispone di altri 2 piloti arrivano 3 FBA Type H.
In dicembre dispone di 3 piloti ed all'inizio del 1918 ha in forza 7 FBA per 4 piloti.
In agosto dispone di 5 FBA ed in autunno arrivano altri 2 piloti.
Nel conflitto ha svolto 620 missioni delle quali 64 nel 1917.
Nel 1919 la 280ª Squadriglia vola per la Regia Marina.

### Guerra civile spagnola
Il reparto nasce come 1ª Sezione S. 79 trasformandosi, con la 2ª Sezione, in 280ª Squadriglia il 25 aprile 1937, alle dipendenze del XXIX Gruppo b.t. dell'Aviazione Legionaria.
Dal febbraio 1937 tra i suoi piloti vi era il Sottotenente Aurelio Pozzi.
Il 26 aprile 1937 3 S.M.79 della 280ª Squadriglia sganciano 36 bombe da 50 kg sulla strada ed il ponte ad est di Guernica.
Nel maggio successivo è a Sevilla Tablada vicino a Siviglia quando il giorno 21 cinque S.79 al comando del Maggiore Mario Aramu attaccano la corazzata Jaime I della classe Classe España nel porto di Almería lanciando 60 bombe da 100 kg rendendola non operativa.
Alla fine di giugno 1937 si crea a Soria il XXIX Gruppo Bombardamento Veloce con 10 S.M.79 della 280ª e 289ª Squadriglia al comando del Magg. Mario Aramu.
Dal 4 ottobre 1937 vi volava anche il Sottotenente Federico Cozzolino.
Alla metà del novembre 1937 il reparto si trasferì dall'Aeroporto di Palma di Maiorca sul fronte dell'Ebro, dislocandosi all'aeroporto di Logroño, cittadina situata nel nord della Spagna ai confini con i Paesi Baschi, per essere più vicino alla linea dei combattimenti. Il giorno 15 dicembre dello stesso anno le truppe repubblicane attaccarono la città di Teruel e la situazione bellica si fece subito incerta. Mentre il generale Francisco Franco rimandava la controffensiva, il compito di contrastare l'avanzata nemica fu assegnato all'Aviazione Legionaria.
Nella squadriglia comandata dal Capitano Ildebrando Ercolani nel marzo 1938 arriva anche il Tenente Antonio Zannetti.
Il 9 aprile 1938, con la nascita del 111º Stormo bombardamento veloce, la Squadriglia passò alle dipendenze del XXIX Gruppo.
Il 5 maggio Zannetti ebbe modo di incontrare il fratello Guido Zannetti a Saragozza e con lui il 26 giugno effettuò una missione bellica volando sullo stesso velivolo S.79 nel settore di Castellón de la Plana.

### Periodici
- Ferdinando Pedriali, S.79 legionari in Spagna, in Storia Militare, n. 234, Parma, Ermanno Albertelli Editore, giugno 2013,  pp. 19-30.
- Angelo Emiliani, I fratelli gemelli Ido e Nino Zannetti, in Rivista Aeronautica, n. 7, Roma, Associazione Arma Aeronautica, novembre 2012, pp. 18-20.
- Angelo Emiliani, Due celebri fratelli pilota, in Storia Militare, n. 237, Parma, Ermanno Albertelli Editore, giugno 2013, pp. 30-37.